# Eutrichota fuscipes
Eutrichota fuscipes este o specie de muște din genul Eutrichota, familia Anthomyiidae. A fost descrisă pentru prima dată de Malloch în anul 1920. Conform Catalogue of Life specia Eutrichota fuscipes nu are subspecii cunoscute.